# Courier
Courier是一個等寬的粗襯線字體，主要是依據打字機所打印出來的字形來設計，於1955年由Howard "Bud" Kettler(1919-1999)設計完成。原來的Courier字體是IBM公司在1950年代設計給打印機使用的字體，但是並未維護他們的專利，使得這個字型成為整個打字機製造業的標準。
在現今的電子時代，此字體也常被使用，因為其等寬的特性可以輕易地對齊欄位的左右邊界，也成為脚本语言和程式設計中原始碼及虛擬終端的常用字體。
12pt的Courier New字體曾是美國國務院的公文標準字體，但於2004年1月停用，改使用14pt的Times New Roman，因為其具「現代性」和「易讀性」。

## 历史
IBM并没有注册Courier的商标，所以字体的设计概念和名字如今属于公有领域。 据一些消息来源称，IBM Selectric打字机的更高版本是在阿德里安·弗鲁提格的帮助下开发的，但Paul Shaw说，这一说法与Frutiger将其Univers字体为Selectric系统适配相混淆。 对于该字体究竟于1955年还是1956年发布的说法不一。
作为等宽字体，Courier在20世纪90年代在电子世界中有了新的用途，可以用于字符需要按列对齐的场合，例如编程。使用12点Courier或者接近的变体书写脚本语言成为了行业标准。12点的Courier New也曾经是美国国务院的标准字体，直到出于对一个更加“现代”和“易读”的字体的需求，2004年1月后被14点的Times New Roman代替。
Kettler曾提到过该名称的由来。该字体本来将以“Messenger”为名发布。在一段时间的考虑后，Kettler认为，一个字体不仅仅是一个信差（messenger），它还可以是散发出尊严、威望和稳定的信使（courier）。

## 變體

### Courier New
Courier New是Courier的一個變體，由阿德里安·弗鲁提格為IBM打字機設計的。此字體涵蓋Courier New、Courier New Bold（粗體）、Courier New Italic（斜體）、Courier New Bold Italic（粗斜體）。
這個字體家族首先在Windows 3.1問世，特點是行距比Courier來的寬，標點符號也更新過，看起來較為醒目。
版本2.76以及之後的版本加入了希伯來文和阿拉伯文的字集，但阿拉伯文大多沒有斜體的部分，跟Times New Roman有些類似，只是變成等寬字母。
Courier New現已更新至版本5.00，包含了超過3100個字形以及超過2700個字母。

### Courier Std
CourierStd、CourierStd-Bold、CourierStd-BoldOblique、CourierStd-Oblique等字體搭載在Adobe Reader 6軟體中，取代PostScript Courier字體。此字體笔画的終結處是扁平的而非圓弧。它涵盖了码表1252, Windows OEM字符集，并为各个尺寸做出了详细Hint和平滑信息。该字体还包含了OpenType排版表中在拉丁文字默认语言的aalt, dlig, frac, ordn, sups信息和拉丁文本TUR语言中dlig信息。每个字体包含374字形。

## 應用

### ASCII藝術
因為Courier為世界通用的等寬字體，常被用在ASCII藝術，利用不同字母或符號的特性來表示圖案的明暗。以下表內的數字代表12 pt大小的字母所使用的像素數量：
| a  | b  | c  | d  | e  | f  | g  | h  | i  | j  | k  | l  | m  | n  | o  | p  | q  | r  | s  | t  | u  | v  | w  | x  | y  | z  |
| 21 | 25 | 18 | 25 | 24 | 19 | 28 | 24 | 14 | 15 | 25 | 16 | 30 | 21 | 20 | 27 | 27 | 18 | 21 | 17 | 19 | 17 | 25 | 20 | 21 | 21 |

| A  | B  | C  | D  | E  | F  | G  | H  | I  | J  | K  | L  | M  | N  | O  | P  | Q  | R  | S  | T  | U  | V  | W  | X  | Y  | Z  |
| 25 | 29 | 21 | 26 | 29 | 25 | 27 | 31 | 18 | 19 | 28 | 20 | 36 | 24 | 20 | 25 | 28 | 30 | 28 | 24 | 27 | 22 | 30 | 26 | 23 | 24 |

| ` | 1  | 2  | 3  | 4  | 5  | 6  | 7  | 8  | 9  | 0  | - | =  | ~ | ! | @  | #  | $  | %  | ^ | &  | *  | (  | )  | _ | +  |
| 2 | 16 | 19 | 20 | 23 | 23 | 23 | 16 | 26 | 23 | 24 | 6 | 12 | 9 | 9 | 36 | 30 | 26 | 20 | 7 | 24 | 21 | 13 | 13 | 9 | 13 |

| [  | ]  | \ | ;  | ' | , | . | / | {  | }  | \| | : | " | < | > | ?  |
| 17 | 17 | 8 | 11 | 4 | 7 | 4 | 8 | 16 | 16 | 13 | 8 | 8 | 9 | 9 | 13 |

### 程式碼字型

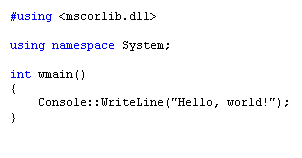
使用Courier New的一段程式碼

Courier New也被運用在撰寫程式碼時所選用的字型，例如：在程式碼編輯器Notepad++和Notepad2裡使用等寬字體的場合。然而因其不包含中文字符，操作系统通常会用压扁的宋体应付，导致外观极不协调。

## 另見
- 網頁核心字型
- Consolas

## 外部連結
- 美國停止使用Courier字體
- Courier New字體資訊（页面存档备份，存于）
- 下載Courier New（页面存档备份，存于）
- Courier設計師－the Bud Kettler Page（页面存档备份，存于）
- 跟Courier說再見？（页面存档备份，存于） - Tom Vanderbilt, Slate.com, 20 February 2004.